# Prvenstvo Kraljevine Jugoslavije u vaterpolu 1932.
Vaterpolsko prvenstvo Kraljevine Jugoslavije za 1932. godinu je osmi put zaredom osvojio Jug iz Dubrovnika.

## Završnica prvenstva
Završnica vaterpolskog prvenstva Kraljevine Jugoslavije je održana od 5. do z. kolovoza 1932. u Splitu u sklopu državnog prvenstva u plivanju i vaterpolu.

## Rezultati

### Kvalifikacije
| datum      | klubovi              | rez.    |  |
| ---------- | -------------------- | ------- |  |
| 5. kolovoz | Viktorija - Ilirija  | 3:1     |  |
| 5. kolovoz | Bob - KSU            | 3:0 pff |  |
| 6. kolovoz | Viktorija - Primorje | 3:0 pff |  |

### Završnica
| Ljestvica | Ljestvica | Ljestvica | Ljestvica | Ljestvica | Ljestvica | Ljestvica | Ljestvica | Ljestvica |
| mj        | klub      | ut        | pob       | ner       | por       | gol+      | gol-      | bod       |
| --------- | --------- | --------- | --------- | --------- | --------- | --------- | --------- | --------- |
| 1.        | Jug       | 3         | 3         | 0         | 0         | 20        | 3         | 6         |
| 2.        | Jadran    | 3         | 2         | 0         | 1         | 14        | 2         | 4         |
| 3.        | Viktorija | 3         | 1         | 0         | 2         | 21        | 12        | 2         |
| 4.        | Bob       | 3         | 0         | 0         | 3         | 0         | 21        | 0         |

| Rezultati  | Rezultati          | Rezultati |
| datum      | klubovi            | rez.      |
| ---------- | ------------------ | --------- |
| 6. kolovoz | Jug - Jadran       | 2:0       |
| 6. kolovoz | Viktorija - Bob    | 2:0       |
| 7. kolovoz | Jug - Bob          | 13:3      |
| 7. kolovoz | Jadran - Viktorija | 7:0       |
| 7. kolovoz | Jug - Viktorija    | 5:0       |
| 7. kolovoz | Jadran - Bob       | 7:0       |

### Konačni poredak
| mj.                | klub                                |                        |
| ------------------ | ----------------------------------- | ---------------------- |
| 1.                 | Jug Dubrovnik                       |                        |
| 2.                 | Jadran Split                        |                        |
| 3.                 | Viktorija Sušak                     | Sušak danas dio Rijeke |
| 4.                 | Bob Beograd                         |                        |
|                    |                                     |                        |
| 5.                 | Ilirija Ljubljana                   |                        |
|                    |                                     |                        |
|                    | Karlovačko sportsko udruženje (KSU) | odustali od natjecanja |
| Primorje Ljubljana |                                     | odustali od natjecanja |

## Poveznice
- Jugoslavenska vaterpolska prvenstva